# Ruby Laffoon
Ruby Laffoon, född 15 januari 1869 i Madisonville, Kentucky, död där 1 mars 1941, var en amerikansk demokratisk politiker. Han var Kentuckys guvernör 1931–1935.
Laffoon föddes i Madisonville i Hopkins County som tredje barnet och enda sonen till John Bledsoe Laffoon, Jr. och Martha Henrietta Earle Laffoon. Enligt en sägen kunde föräldrarna inte fatta beslut om pojkens namn och kallade honom länge "Bud". Medan han ännu var barn lär Laffoon ha tagit namnet Ruby efter en lokal butiksägare, John Edwin Ruby. År 1887 flyttade han till Washington, D.C. där han bodde hos sin farbror Polk Laffoon som var kongressledamot. Universitetsstudierna inledde han vid Columbian College (nuvarande George Washington University). Laffoon bytte sedan till Washington and Lee University i Virginia. Efter juristexamen inledde han sin karriär som advokat i Madisonville.
Laffoon efterträdde 1931 Flem Sampson som guvernör och efterträddes 1935 av Happy Chandler. Under Laffoons tid som guvernör satsades det på väg- och brobyggeprojekt i Kentucky. Han råkade i konflikt över skattepolitiken med sin viceguvernör Chandler. På grund av konflikten med Chandler lyckades Laffoons allierade i delstatens lagstiftande församling frånta viceguvernören de maktbefogenheter som dittills hade ingått i ämbetet. Chandler lyckades i sin tur driva igenom en förändring i valsystemet som ledde till att guvernörskandidaterna nominerades som resultat av primärval i stället för nomineringsmöten. Denna förändring drev Chandler igenom medan Laffoon var bortrest i Washington, D.C. och viceguvernören tillfälligt utövade guvernörens maktbefogenheter. Laffoon avled 1941 och gravsattes på Grapevine Cemetery i Madisonville. Timmerstugan där Laffoon föddes finns kvar i Madisonville med ursprungliga möbler och en utställning om countyts historia.